# 1430 هـ
1430 في التقويم الهجري هو العام الذي يقابله في التقويم الميلادي المدة بين 29 ديسمبر 2008 و17 ديسمبر 2009. وأشهره موزعة كالتالي:

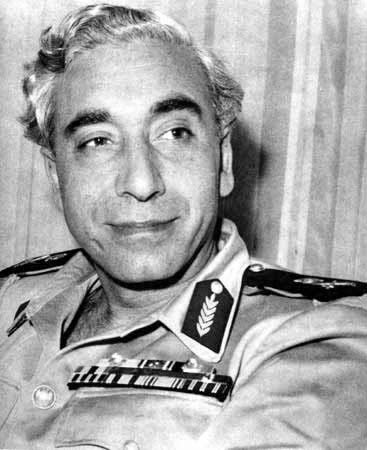
أمين الحافظ (سورية)

- 1 محرم 1430 = 29 ديسمبر 2008 (30 يوم)
- 1 صفر 1430 = 28 يناير 2009 (30 يوم)
- 1 ربيع الأول 1430 = 27 فبراير 2009 (29 يوم)
- 1 ربيع الثاني 1430 = 28 مارس 2009 (30 يوم)
- 1 جمادى الأولى 1430 = 27 أبريل 2009 (29 يوم)
- 1 جمادى الثانية 1430 = 29 مايو 2009 (29 يوم)
- 1 رجب 1430 = 24 يونيو 2009 (30 يوم)
- 1 شعبان 1430 = 24 يوليو 2009 (29 يوم)
- 1 رمضان 1430 = 22 أغسطس 2009 (30 يوم)
- 1 شوال 1430 = 21 سبتمبر 2009 (29 يوم)
- 1 ذو القعدة 1430 = 20 أكتوبر 2009 (30 يوم)
- 1 ذو الحجة 1430 = 19 نوفمبر 2009 (29 يوم)
- 1 محرم 1431 = 18 ديسمبر 2009 (30 يوم)

## أحداث
- 28 ذو الحجة - اختتام أعمال الدورة الثلاثين للقمة الخليجية في الكويت بالاتفاق على تشكيل قوة مشتركة للتدخل السريع لمواجهة الأخطار الأمنية ووضع جدول زمني للوحدة النقدية الخليجية وإنشاء مجلس نقدي مشترك.

## وفيات
- آمال العريس
- أحمد بن إبراهيم بدر
- أحمد بن عبد الله بن ظبوي
- أحمد سعفان
- أحمد عوض (ممثل)
- أمين الحافظ (سورية)
- إدوارد كينيدي
- باتريك سويزي
- بوبي روبسون
- بول سامويلسون
- جاسم الصالح
- جعفر النميري
- جواد الملكي التبريزي
- جورج حداد
- حسن عريبي
- حسين علي محفوظ
- خالد أحمد المضف
- ردينة معلا
- رفعت جبريل
- روبرت إنكه
- زبير التركي
- سعيد صيام
- سلطان الشاعر
- سلوى القطريب
- سليم ياماداييف
- شفيق الحوت
- شمس الدين عرابي
- شوقي شامخ
- طلال العيار
- عبد الخالق المختار
- عبد العزيز الحكيم
- عبد الغفار الدروبي
- عبد اللطيف العبد
- عبود عبد العال
- عصام سيسالم
- علي سلطان
- عمر بونغو
- عمو بابا
- سمير غوشة
- فاطمة الشريف
- فريال بنت فاروق الأول
- كاتشو
- كلود ليفي ستروس
- كم داي جنغ
- كورازون أكينو
- محمد إبراهيم أحمد علي
- محمد السيد سعيد
- محمد نصير
- محمود أمين العالم
- محمود فوزي (إعلامي)
- مصطفى أبو علي
- مقتل مروة الشربيني
- منصور الرحباني
- منيع عبد الحليم محمود
- ناجي جبر
- ناظم الغبرا
- نجم الدين السهروردي
- نورمان بورلاوج
- هلن الخال
- يوسف إبراهيم الغانم
- آجي بور
- آماليا العريس
- أبو زكريا الجمال
- أحمد الصباحي
- أحمد عبد الحليم سعفان
- أرطغرل عثمان
- أمين الحافظ (سوريا)
- أمين الحافظ (لبنان)
- أمين هويدي
- إد ماكماهون
- إدجار أوبلانس
- إدوارد كنيدي
- إفرايم كاتسير
- إيريك وولفسن
- أحمد سامي الجلبي
- الأميرة فريال
- البشير التركي
- السيد راضي
- الطيب صالح
- المولدي زليلة
- النبوي إسماعيل
- باتيستا تاغمي ناواي
- بداه ولد البصيري
- بدر القطامي
- بشير بومعزة
- تحسين شردم
- توفيق الشاوي
- جعفر نميري
- حسان حتحوت
- حسن هويدي
- حمزه شكور
- راشد بن أحمد المعلا
- سعيد الزياني
- عبد القادر العاني
- عبد الله السماوي
- عبد الله بن جبرين
- فتحي يكن
- فرج النجار
- فريد الأنصاري
- محمد إبراهيم احمد علي
- محمد تقي بهجت الفومني
- محمد سالم ولد عدود
- محمد سليمان الأشقر
- محمد هلال
- محمود عيد
- مصطفى محمود
- موسى لاشين
- نزار ريان
- نهاد أبو غربية
- نورمان بورلوج

### جمادى الأولى
4 جمادى الأولى - محمد سالم بن عدود